# Eilema interposita
Eilema interposita är en fjärilsart som beskrevs av Rothschild 1914. Eilema interposita ingår i släktet Eilema och familjen björnspinnare. Inga underarter finns listade i Catalogue of Life.